# 測雲器

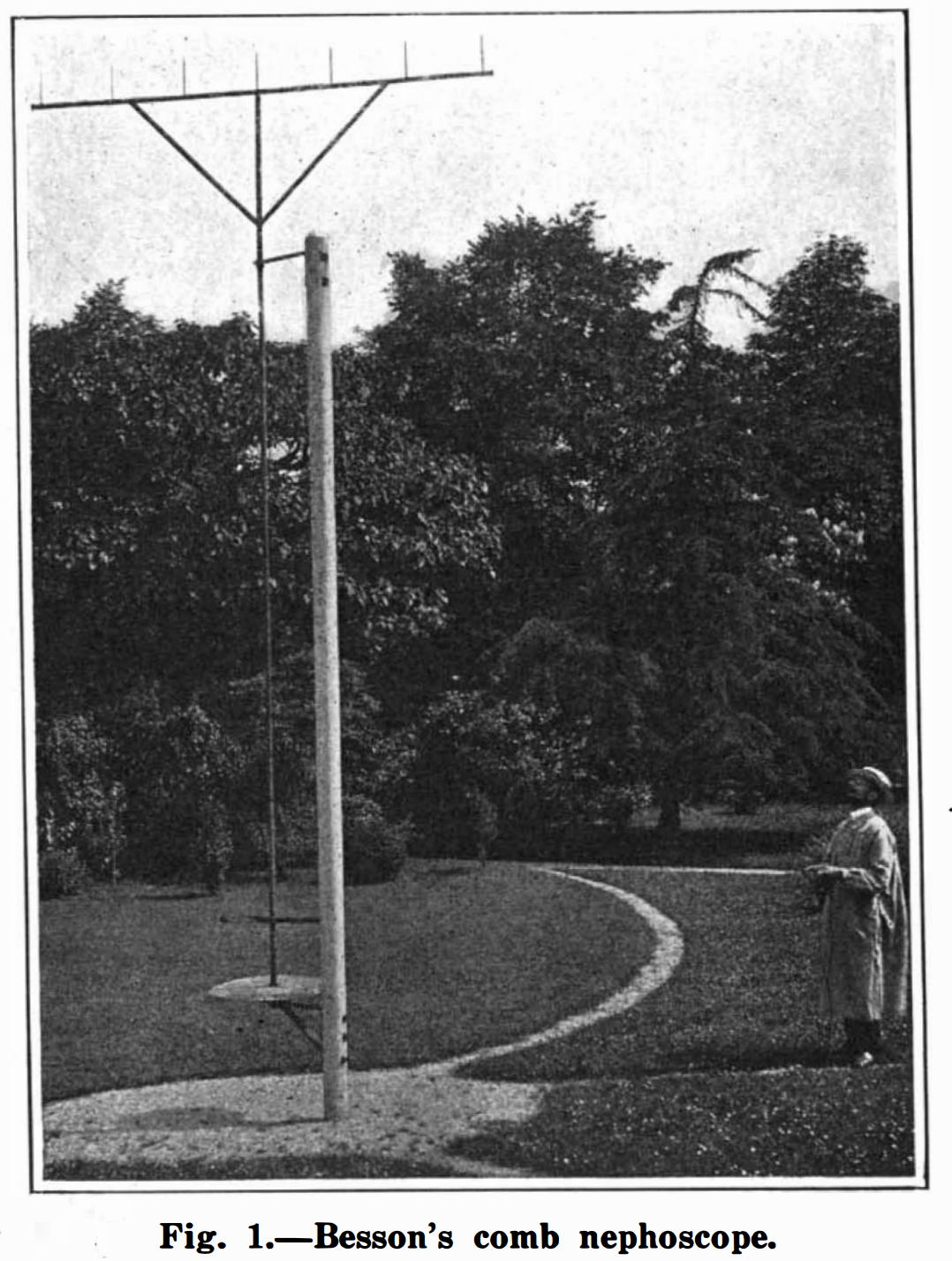
ベッソン型測雲器

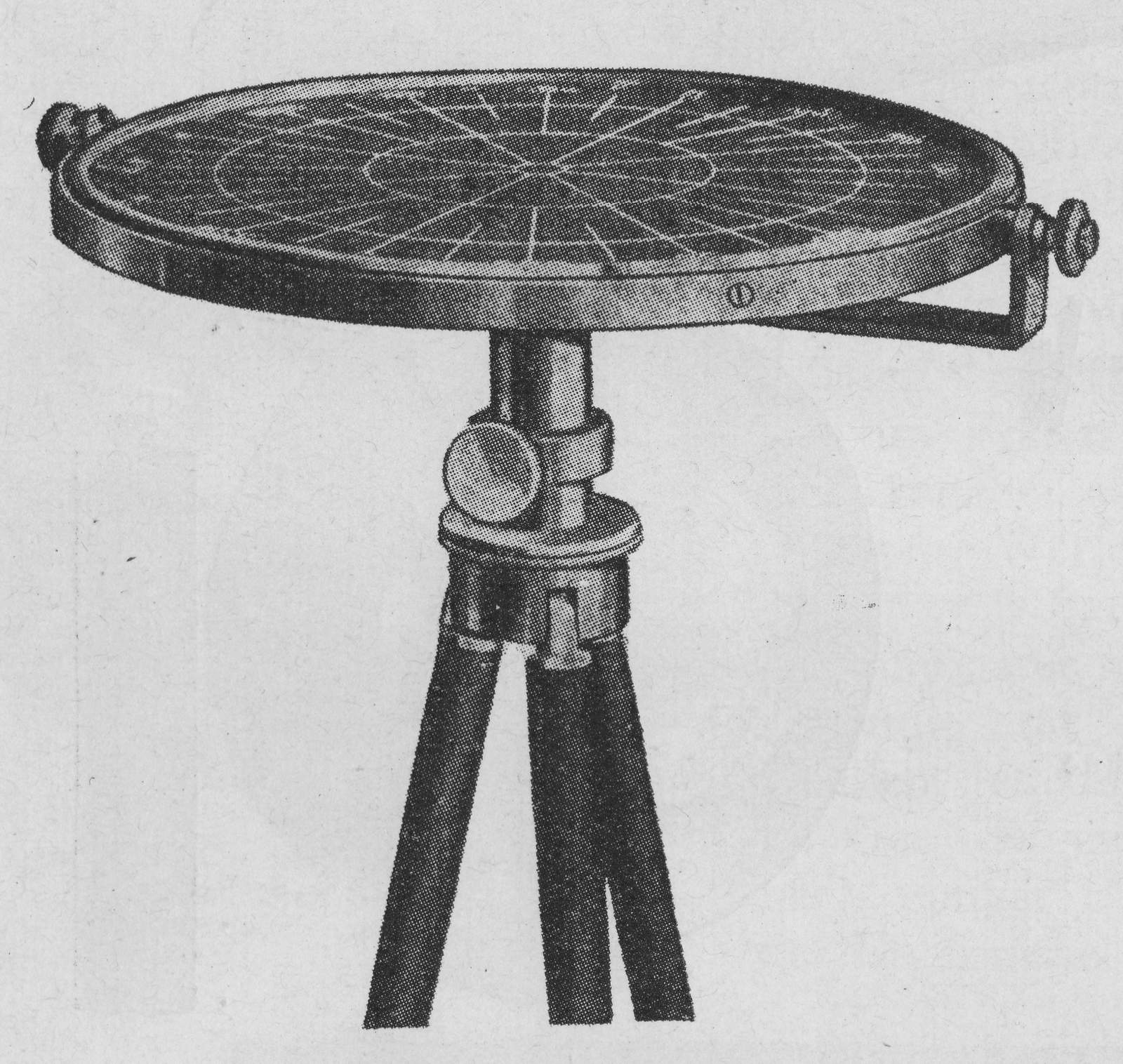
雲鏡

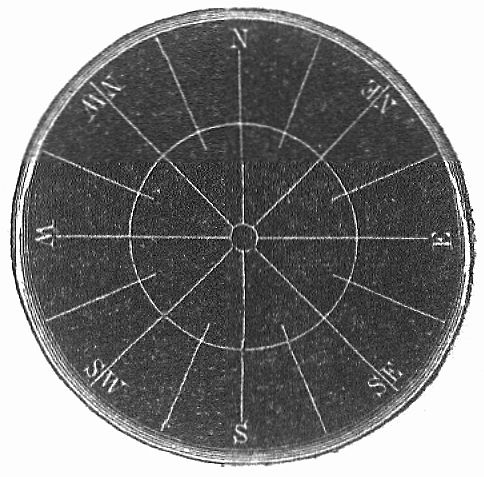
雲鏡の盤面

測雲器（そくうんき、英:nephoscope）は、気象観測で、雲向および雲速を計る装置である。

## 概要
ベッソン型は、高さ3mほどの支柱の柱頭に、水平な腕木が渡され、腕木は柱頭を中心に回転し得、腕木には釘歯状の突起が等間隔に植えられている。
測雲するには、雲がちょうど腕木の中央の釘歯ごしに見える位置に観測者の眼を置き、腕木を回転させて雲の進行方向に一致させ、その釘歯から隣の釘歯まで雲が移動するのに要した時間を計測する。
こうして雲の移動方向と比例速度を得ることができる。
他方で雲高がわかれば、雲高と眼・釘歯間の高さとの比を、比例速度に乗じれば、真高度が得ることができる。

### 雲鏡
水平な鏡面に映じた雲像の動きを見る型の測雲器は、雲鏡（うんきょう）ということがある。
中心から放射線状に方位線が刻まれた円形の鏡を水平に置き、眼の高さを一定にして雲が鏡面に映じるのを眺める。
雲が鏡面上をいずれの方位線に従って動くかを眺めて雲向を定める。
また動いた距離と時間を測定し、雲速を測定する。
鏡面上の移動距離と雲高との積を、眼の鏡面上の高さと時間との積で除した商が、雲速である。
雲速の測定には、眼の位置を正確に定め、かつ、移動距離を精密に知る必要があるため、雲鏡には望遠鏡を付属させて雲像を観測する。
フィネマン雲鏡、スプルング雲鏡などがあり、日本式の石丸雲鏡がある。